# Hawker Hunter
Хокер «Хантер» (англ. Hawker Hunter, Охотник) — британский околозвуковой истребитель-бомбардировщик. Состоял на вооружении Королевских ВВС в 1950—1960-х годах, широко экспортировался и принимал участие во множестве вооружённых конфликтов. Отдельные «Хантеры» продолжали эксплуатироваться до 1990-х годов.

## Боевое применение
Примечательно, что данный истребитель воевал в основном против самолётов американского и британского производства, при этом с советскими «МиГами» он сошелся в бою только в двух конфликтах.

### Суэцкий кризис
24 новейших самолёта Hunter Mk. 5 1-й и 34-й эскадрилий было развёрнуто Великобританией в 1956 году на Кипре в аэропорте Никосия . Каких-либо боевых операций провести не смогли, однако два «Хантера» было потеряно. Первый Hunter Mk.5 (с/н WP124) 34-й эскадрильи 29 октября при посадке в Никосии выехал за пределы взлётной полосы и сгорел. Второй Hunter Mk.5 (с/н WP180) 1-й эскадрильи был потерян 10 ноября от огня противника — истребитель был взорван на стоянке бойцами ЭОКА.

### «Арабская весна»
Первые эпизоды боевого применения истребителей «Хантер» связаны с попыткой объединения арабских стран (ОАР) и последующей войны в Северном Йемене.
Известные инциденты:
- 2 апреля 1960 года пилот ВВС Ирака лейтенант Абдул Селим Хассан угнал истребитель Hunter MK.6 и совершил посадку в аэропорту Дамаска в просоветской Сирии[4];
- 13 ноября 1962 года пилоты ВВС Иордании лейтенанты Тахсин Фуад Сэйма и Харб Ареф Саниока угнали два истребителя Hunter Mk.53 и совершили посадку на территории просоветского Египта[4];
- 18 ноября 1963 года произошёл первый воздушный бой в истории данного истребителя. В ходе государственного переворота командир Национальной гвардии Ирака подполковник Мунтир аль-Виндави, бывший пилот, решил помешать путчистам разбомбить здание Нацгвардии. Виндави поднял истребитель Hunter с авиабазы Хабания на перехват пары МиГ-17Ф (ведущий Нимаа Дулайми, АБ Рашид). В ходе воздушного боя «Хантер» был сбит «МиГом», Виндави катапультировался[5].

### Арабо-израильский конфликт
В ходе воздушных боёв 1964 и 1966 года «Хантеры» Иорданских ВВС одержали одну воздушную победу и потеряли один самолёт в воздушном бою:
21 декабря 1964 года в ходе воздушных боёв с израильскими Mirage IIICJ 101-й эскадрильи у одного «Миража» (с/н 6627) во время ухода от иорданского «Хантера» кончилось горючее и он разбился. Израильский пилот Михаэль Барзам катапультировался, победу одержал иорданский пилот капитан Ихсан Шурдом. Ещё два «Миража» вероятно были повреждены огнём 30-мм пушек.
13 ноября 1966 года в воздушных боях был сбит иорданский «Хантер» 1-й эскадрильи. Иорданский пилот лейтенант Бадр Салти погиб при катапультировании, победу одержал израильский пилот Ран Ронен. Вдобавок один Mirage IIICJ получил повреждения, израильский лётчик Джон Бен-Цви был тяжело ранен, но смог посадить повреждённый самолёт.

### Шестидневная война
Hawker Hunter ВВС Иордании, ВВС Ирака и ВВС Ливана участвовали в боевых действиях во время израильского вторжения в 1967 году.
ВВС Ирака
Ирак перед войной имел 31 истребитель Hunter в составе трёх эскадрилий: 29-я эскадрилья в составе 12 Hunter F.Mk 59A/B, 6-я эскадрилья в составе 10 самолётов Hunter F.Mk 59A/B и учебная эскадрилья в составе 9 Hunter F.Mk 59/T.Mk. Кроме иракских лётчиков в Ираке находились британские и пакистанские лётчики для этих самолётов.
После израильского вторжения в Египет, пятёрка иракских «Хантеров» совершила налёт на израильский аэродром в Кфар-Сиркин, уничтожив один самолёт Nord Noratlas (уничтожил Файсал Абд Мохсен) и один самолёт Piper Super Cub (уничтожил Фадель Мустафа), ещё несколько израильских самолётов было повреждено. Налётам иракских самолётов также подверглись цели в районе Тель-Авива.
Израильтяне в свою очередь сами попытались атаковать территорию Ирака, основной целью стал авиабаза H-3 на западе Ирака. В первых двух налётах на авиабазу H-3 израильтяне утверждали, что уничтожили на земле 13 самолётов Hunter, была подтверждена потеря всего лишь одного иракского самолёта в первом налёте. 7 июня в третьем израильском налёте на H-3 четвёрка иракских Hunter сошлась в бою восемью израильскими истребителями MirageCJ и Vautour IIN. В неравном бою, иракские истребители, потеряв всего лишь 1 самолёт, уничтожили не меньше 3 израильских — 2 Vautour и 1 Mirage. Израиль подтвердил потерю в этом воздушном бою пяти пилотов — трёх убитыми и двух пленными.
Всего в ходе войны Ирак потерял 3 «Хантера», из них 2 от действий противника. При этом с помощью «Хантеров» иракцы уничтожили не меньше 5 израильских самолётов.
ВВС Ливана
Один ливанский «Хантер» сбили израильские истребители (по некоторым данным ливанским пилотом был капитан С.Гарп, который катапультировался).
ВВС Иордании
16 иорданских «Хантеров» также совершили ответный налёт на Израиль, уничтожив на земле от 1 до 4 израильских самолётов, убив 1 мирного жителя и ранив 7, не понеся потерь. Израильские историки очень сильно расходятся в авиатехнике пострадавшей от этого авиаудара: по данным Михаэля Орена был уничтожен 1 самолёт, в то же время по данным Шломо Алони было уничтожено 3 учебных Fouga Magister и 1 транспортный Noratlas. Позже иорданцы сами попали под израильский удар по аэродромам. В результате авианалёта остались целыми лишь один-два иорданских «Хантера», не считая четырёх самолётов переданных Ираку ради сохранения состава. Всего Иордания потеряла 21 такой самолёт, тем самым понеся наибольшие потери.

### Война Судного дня
18 одноместных и два учебно-тренировочных иракских «Хантера» состояли в составе египетских ВВС во время Октябрьской Освободительной войны 1973 года. Действовали иракские «Хантеры» с авиабазы Эль-Кувейсна. За время войны над Синаем было потеряно восемь самолётов Hawker Hunter Mk.6. Ещё по крайней мере один был потерян над Голанами. В воздушных боях «Хантеры» сбили один Mirage IIICJ и одержали ещё четыре возможные победы (два A-4 и два SMB.2).
13 октября восьмёрка иракских «Хантеров» к востоку от Хамадии разбила израильскую батарею тяжёлых 175-мм самоходок M107 329-го артиллерийского батальона. Было уничтожено 3 из 4 самоходок и все грузовики с боеприпасами.

### Гражданская война в Иордании
20 сентября 1970 года в ходе пограничного конфликта с Сирией Hunter Mk.9 ВВС Иордании был сбит огнём сирийских зенитчиков. Пилот лейтенант Самир Шорафа был взят в плен и увезён в Дамаск.
9 ноября 1972 года совершена попытка государственного переворота в Иордании. Пилот одного из «Хантеров», капитан Мохаммед Аль-Хатиб, перешёл на сторону повстанцев. В этот день он перехватил вертолёт с королём Хуссейном и обстрелял его. Ситуацию спасли лётчики F-104 «Старфайтер», оставшиеся верными королю — они сбили «Хантер» повстанцев, капитан Хатиб погиб.

### Вторая курдско-иракская война
Иран открыто поддерживал в ходе курдско-иракского конфликта 1974-1975 годов курдскую сторону. Иранцы утверждали, что в ходе боевых действий сбили два иракских самолёта «Хантер».

### Война в Йемене
Во время пограничной войны между Йеменом и Оманом в 1976-1976 годах было уничтожено три оманских «Хантера» (серийные номера: 848, 852 и 854).

### Индо-пакистанский конфликт
В составе индийских ВВС «Хантеры» приняли самое широкое участие в воздушных боях.
В ходе Индо-пакистанской войны 1965 года индийские «Хантеры» сбили 6 пакистанских «Сейбров», потеряв 8 своих машин. Всего в ходе войны Индия безвозвратно потеряла 13 «Хантеров».
2 февраля 1967 года индийский Hunter F.Mk.56 сбил пакистанский самолёт O-1A «Цессна».
В ходе Индо-пакистанской войны 1971 года индийские «Хантеры» вновь встретились с пакистанскими «Сейбрами». В воздушных боях они сбили 10 «Сейбров», потеряв пять своих машин. Ещё один «Хантер» был сбит пакистанским истребителем «Мираж» III. Также им пришлось встретиться с пакистанскими истребителями F-6 (МиГ-19). F-6 сбили три индийских «Хантера», не понеся потерь. Индийские «Хантеры» на аэродромах уничтожили девять самолётов ВВС Пакистана, не считая одного самолёта BQA ВВС США и одного DHC-3 ВВС Канады. Пакистанцы заявляли что в ходе войны Индия потеряла 32 «Хантера». Индийцы указывали что «Хантеры» понесли самые большие потери в ходе войны (больше потери были только пакистанских «Сейбров») и подтвердили потерю на восточном фронте 12 «Хантеров» уничтоженными и 3 повреждёнными, на западном 11 уничтоженными и 2 повреждёнными.
В результате ударов «Хантеров» был уничтожен пакистанский танковый полк, вооружённый танками Тип 59 (Т-54).
Встречи с «МиГами»
Описанная выше война 1971 года стала единственной, где истребителям Hawker Hunter удалось провести множество воздушных боёв с самолётами типа «МиГ», (МиГ-19 произведённый в Китае в версии F-6). Всего произошло три боя между ними, все были подтверждены как индийской, так и пакистанской сторонами:
- 4 декабря 1971 в воздушном бою между индийским «Хантером» (р/н A479, 27-я аэ, пилот флайт офицер В. Чати) и пакистанским «МиГом» (пилот флайт офицер К. Джавид), был сбит «Хантер». Индийский пилот взят в плен;
- 5 декабря 1971 в воздушном бою между индийским «Хантером» (р/н A482, 27-я аэ, пилот флайт лейтенант Г. Рай) и пакистанским «МиГом» (пилот уинг коммандер С. Хатми), был сбит «Хантер». Индийский пилот погиб;
- 5 декабря 1971 в воздушном бою между индийским «Хантером» (р/н A488, 27-я аэ, пилот флайт офицер К. Малкани) и пакистанским «МиГом» (пилот флайт офицер С. Раза), был сбит «Хантер». Индийский пилот погиб.

### Военный переворот в Чили (1973)
Во время военного переворота в Чили несколько «Хантеров» были применены военными для свержения социалистического президента Чили Сальвадора Альенде 11 сентября 1973 года. 10 сентября лидеры государственного переворота приказали передислоцировать несколько «Хантеров» в город Талькауано. На следующее утро самолеты были использованы для бомбардировки дворца Ла Монеда — официальной резиденции Альенде в Сантьяго, а также нескольких радиостанций, лояльных правительству.

### Иракско-курдский конфликт
В 1974 году иракские «Хантеры» применялись для ударов по курдским боевикам на севере Ирака. Известно о потере двух таких самолётов.
За время боевых действий курды заявляли, что их огнём было сбито 2 «Хантера». Западные источники указывали, что в июле был потерян «Хантер» майора Абдал Латифа из за преждевременной детонации испанских 500-кг бомб, и 18 августа пропал без вести ещё один «Хантер» капитана Хашима Обейди, тело пилота было найдено позднее.

### Гражданская война в Ливане
До начала гражданской войны ливанские ВВС приобрели 25 истребителей-бомбардировщиков «Хантер». Они принимали участие в ходе гражданской войны. В 1976 году «Хантеры» совершили несколько вылетов для поддержки сирийского наступления.
Летом 1983 года ливанские самолёты неудачно были использованы против вооружённых формирований друзов, только за две недели от огня ПВО было потеряно четыре ударных «Хантера». Происходили потери и на земле, 29 августа в бейрутском аэропорту в результате попадания артиллерийского снаряда был уничтожен Hunter (р/н L-287) ВВС Ливана.
В сентябре 1983 года, после интервенции западных стран, американские и британские войска своими усилиями вернули в строй ливанских ВВС три старых Hunter F.Mk.70. 15 сентября тройка ливанских «Хантеров» нанесла удары по позициям друзов в горах Шуф. На следующий день сирийцы ответили мощным артиллерийским обстрелом аэродрома, где базировались ливанские самолёты. В результате аэродром стал неполётпригодным и «Хантеры» пришлось перебазировать на соседнюю базу. Ещё через день, эта же тройка «Хантеров» попыталась нанести удар по позициям друзов в Соук эль-Гарб, однако все три самолёта были поражены при подлёте к цели: один был сбит из ПЗРК Стрела-2, второй получил тяжелейшие повреждения, но смог дотянуть до аэродрома, третий даже не пытался вернуться на базу и улетел на Кипр, где лётчик попросил политического убежища. Одна из последних потерь ливанских «Хантеров» произошла 2 октября 1989 года — самолёт был поражён огнём сирийских зенитчиков, пилот был взят в плен.
В феврале 1990 года, по сообщениям бейрутских радиостанций, четыре «Хантера» христианских вооружённых формирований были угнаны на ливанский аэродром, подконтрольный сирийской армии.

### Война в Южной Родезии
В ходе войны было сбито как минимум два родезийских «Хантера» (в 1976 и 1979 годах).

### Ирано-иракская война
Ограниченно применялся ВВС Ирака. Применялся как против наземных, так и против воздушных целей. Так, 15 октября 1980 года иракскими штурмовиками «Хантер» был полностью разгромлен 291-й танковый батальон Ирана. Множество танков M60A1 было уничтожено, вдобавок уцелевшие танки «Паттоны» остались без горючего так как авиаударами были уничтожены грузовики снабжения.
Применение иракских «Хантеров» против иранской авиации:
- 8 сентября 1980 года Hunter F.MK.59A был сбит иранским истребителем F-4E. Судьба иракского пилота Сабаха Альб-аль-Гадера не уточняется[44];
- 22 сентября 1980 года «Хантеры» ВВС Ирака участвовали в последнем налёте в первый день войны (Операция «Эхо Кадиссии»). Четвёрка самолётов из эскадрильи подготовки командиров поднялась с авиабазы Рашид, целью был аэропорт возле Исламабад-э-Герб. Два самолёта «Хантера» не смогли выйти к цели. Другая пара атаковала аэропорт, заявив об уничтожении 4 иранских истребителей F-4 «Фантом»[45]. При этом «Хантер» майора Абдула Кадир Сабаха был поражён огнём зенитных орудий ЗУ-23. Сабах катапультировался и пропал без вести. Фактически это был единственный подтверждённый успех ПВО Ирана за время иракских авиаударов в первый день[46];
- 25 сентября 1980 года заявлялось, что иранский F-4E с помощью 20-мм пушки смог сбить иракский Hunter F.Mk 59 над иракской авиабазой Аль Хуррия. Какой-либо подтверждающей информации не приводилось[47]. В другом источнике заявлялось, что «Хантер» был обстрелян, когда стоял на земле[48];
- В 1987 году «Хантеры» могли сбить иранский C-130. Какой-либо подтверждающей информации не приводилось[12];
- В 1988 году истребители «Хантер» участвовали в последнем воздушном бою в истории для данного типа. В ходе боя с истребителем F-5E Tiger II, иракский Hunter F.MK.59 сбил своего соперника с помощью ракеты R.550 Magic[49]. Иранский пилот подполковник М. Варастех был взят в плен[50].

По заявлениям французского историка Пьерра Рэзокса, за всю войну Ирак потерял 3 самолёта «Хантер».

### Диверсия в Гверу-Тхорнхилл
25 июля 1982 года южноафриканские диверсанты проникли на главную авиабазу ВВС Зимбабве Гверу-Тхорнхилл и взорвали почти треть самолётов от всего состава ВВС, среди уничтоженных было 9 истребителей «Хантер» из 13 имеющихся.

### Конфликт в Сомали
Сомалийские «Хантеры» использовались для борьбы с повстанцами.
27 января 1985 Hunter FGA Mk.76 (р/н CC-703) ВВС Сомали во время полёта в сторону Могадишо был атакован сомалийскими расчётами ПВО, как предположительно пытавшийся атаковать резиденцию главы государства, в результате атаки самолёт упал.

## Аварии и катастрофы
13 июля 1970 года Hawker Mk. 56 ВВС Индии упал на железнодорожную станцию, когда на ней находились люди, в результате катастрофы погибло 15 человек. Это крупнейшая по числу жертв катастрофа самолёта Hawker Hunter.
В ходе эксплуатации известно о 1249 разбитых «Хантерах» (по меньшей мере 63% от 1972 построенных).
Средняя аварийность в ходе эксплуатации составила 32,5 потери на 100 тысяч лётных часов. При этом «Хантеры» ВВС Бельгии показали наивысшую аварийность в истории самолёта потеряв в авариях 64 машины за 77 тысяч лётных часов.

## Операторы
- Бельгия
- Великобритания
- Дания[58][59]
- Зимбабве
- Индия
- Иордания
- Ирак
- Катар[60]
- Кения[61]
- Кувейт[61]
- Ливан
- Нидерланды
- Оман[62]
- Перу
- Родезия[63]
- Саудовская Аравия
- Сингапур[64]
- Сомали
- Чили
- Швеция
- Швейцария

## Тактико-технические характеристики (Hunter F 6)

### Технические характеристики
- Экипаж: 1 человек
- Длина: 14,0 м
- Размах крыла: 10,26 м
- Высота: 4,01 м
- Площадь крыла: 32,42 м²
- Угол стреловидности по линии 1/4 хорд: 40o
- Коэффициент удлинения крыла: 3,3
- Относительная толщина профиля крыла: 8,5 %
- Масса пустого: 6405 кг
- Масса снаряжённого: 8050 кг
- Максимальная взлётная масса: 11158 кг (с ПТБ)
- Ёмкость топливных баков: 1500 л
- Двигатель: 1× турбореактивный Rolls-Royce Avon 207 с тягой 4600 кгс (45,13 кН)

### Лётные характеристики
- Максимальная скорость:
  - у земли: 1150 км/ч (M=0,94)
  - на высоте 11000 м: 1130 км/ч
- Боевой радиус: 715 км
- Перегоночная дальность: 3060 км (с ПТБ)
- Длина разбега: 660 м
- Длина пробега: 780 м
- Практический потолок: 15240 м
- Скороподъёмность: 87,4 м/с (по другим данным 62 м/с)
- Нагрузка на крыло: 251,9 кг/м²
- Тяговооружённость: 0,56

### Вооружение
- Пушечное: 4× 30 мм пушки ADEN, 120 патронов на ствол (максимально 150 патронов на ствол). Пушки размещены в съёмном контейнере.
- Точек подвески: 4
- Боевая нагрузка: 3400 кг различного вооружения, в том числе AIM-9 Sidewinder, AGM-65 Maverick, 74× 50,8 мм или 24× 76,2 мм НАР, 2× 450 кг бомбы.

## Известные лётные происшествия
4 июля 1979 года у истребителя Hawker Hunter Mk.F6 (бортовой номер XG197) под управлением флайт-лейтенанта Алика Николсона во время полёта над Северным морем заглох двигатель. После катапультирования пилота двигатель неожиданно заработал, и самолёт отправился в сторону городка Тинтагель. Над городом двигатель окончательно заглох. Накренившись на правое крыло, истребитель чудом отвернул от автоцистерны с 1500 галлонами (6800 литров) бензина и упал между жилыми домами, попав в 3,5-метровый промежуток между ними. От падения пострадали лишь три припаркованные машины, оранжерея и бассейн, самолёт при этом не взорвался и не загорелся. Учитывая что происшествие случилось в самый разгар туристического сезона, при ином месте падения жертв могло бы быть очень много. Столь чудесное избежание катастрофы местные жители связали с покровительством Короля Артура, который, по преданию, родом из Тинтагеля. Любопытно, что один из домов, у стены которого нашёл пристанище истребитель, назывался «King Arthur’s Terrace». А второй дом стал именоваться «Hunter’s Rest».
22 августа 2015 года Hawker Hunter T.Mk 7 (бортовой номер G-BXFI/WV372, серийный номер 41H-670815) потерпел крушение на авиашоу в графстве Западный Суссекс, упав во время выполнения фигур пилотажа на трассу A27. Погибло 11 человек в проезжавших в это время по трассе автомобилях. Аэропорт Брайтон-Сити находится примерно в 100 метрах к северу от прибрежной южноанглийской железнодорожной линии Гастингс - Плимут.